# Gongrodiscus
Gongrodiscus é um género botânico pertencente à família Sapindaceae.
O gênero é endêmico da Nova Caledônia no Pacífico e contém três espécies.

## Espécies
- Gongrodiscus bilocularis H.Turner
- Gongrodiscus parvifolius Radlk.
- Gongrodiscus sufferrugineus Radlk.